# Leaena caeca
Leaena caeca är en ringmaskart som beskrevs av Hartman 1960. Leaena caeca ingår i släktet Leaena och familjen Terebellidae. Inga underarter finns listade i Catalogue of Life.